# جان ترامبول
جان ترامبول (به انگلیسی: John Trumbull) (۶ ژوئن ۱۷۵۶ - ۱۰ نوانبر ۱۸۴۳) هنرمند آمریکایی در دوران جنگ استقلال آمریکا بود. عمده شهرت او به واسطهٔ نقاشی‌های تاریخی‌اش می‌باشد. مشهورترین اثر او اعلان استقلال است که بر پشت اسکناس‌های دو دلاری ایالات متحده به کار رفته‌است.

## نگارخانه

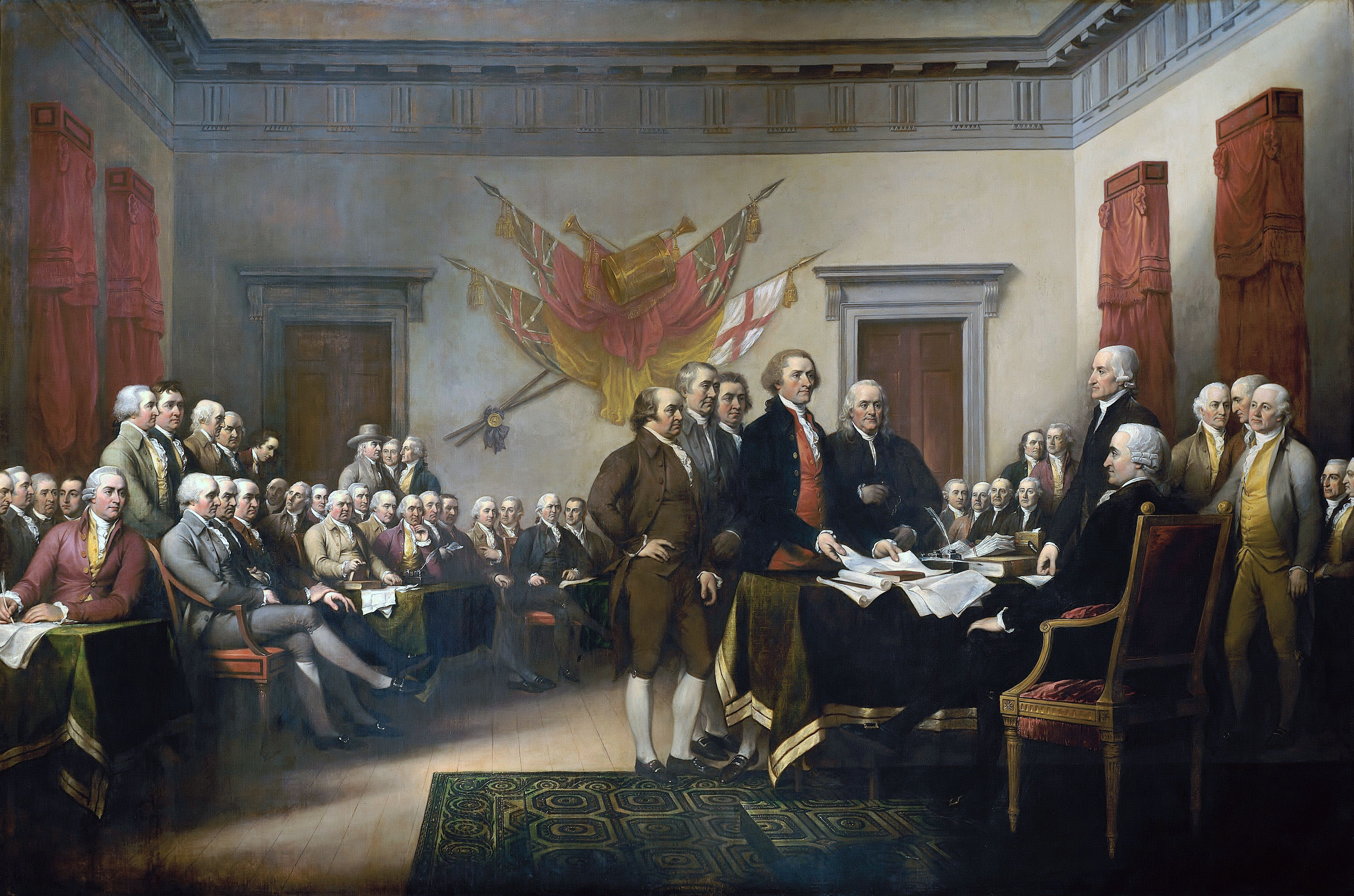
اعلامیهٔ استقلال ۱۸۱۹ م. کاخ کنگره آمریکا
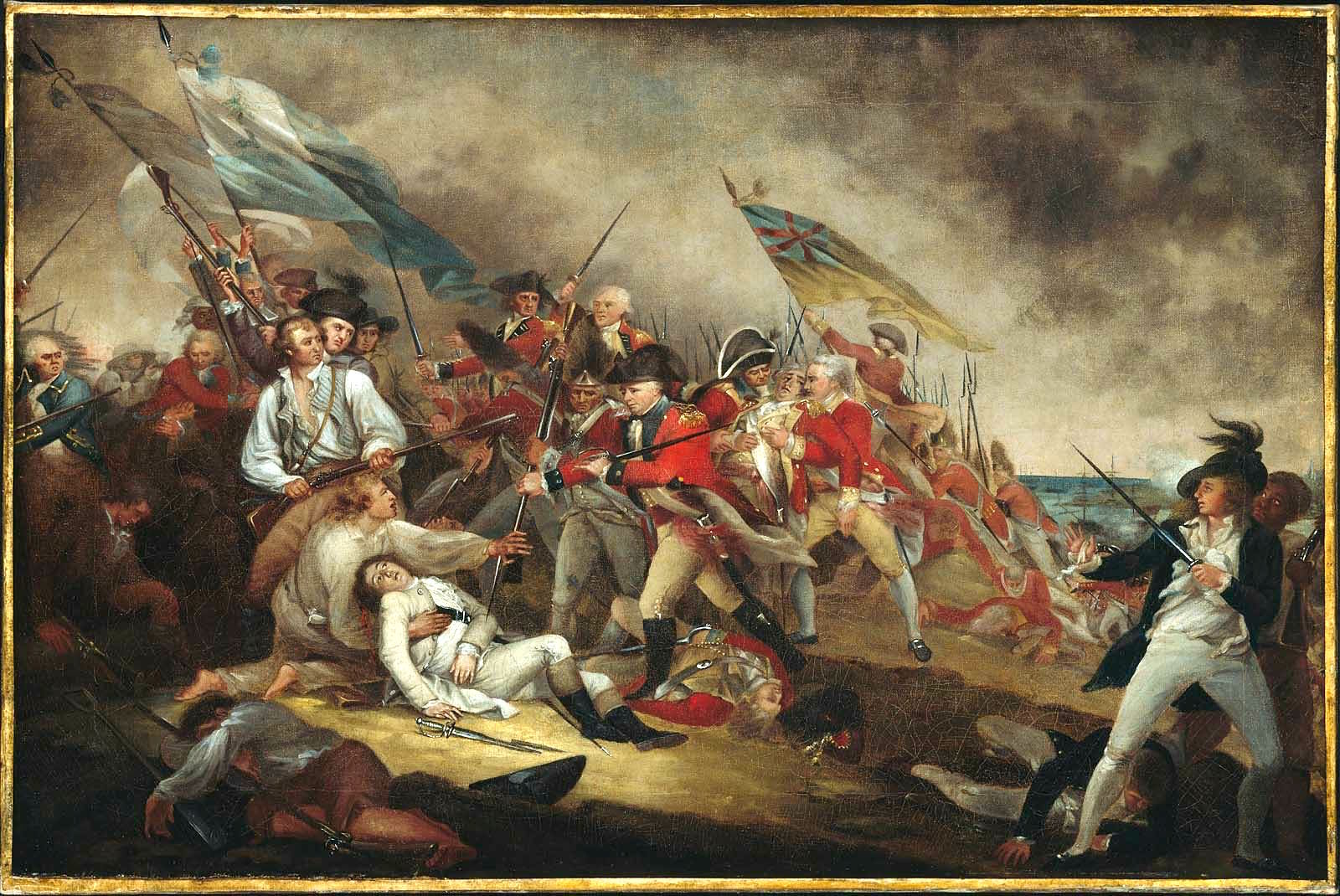
مرگ ژنرال جوزف وارن ۱۷۸۶ م. موزه هنرهای زیبای بوستون
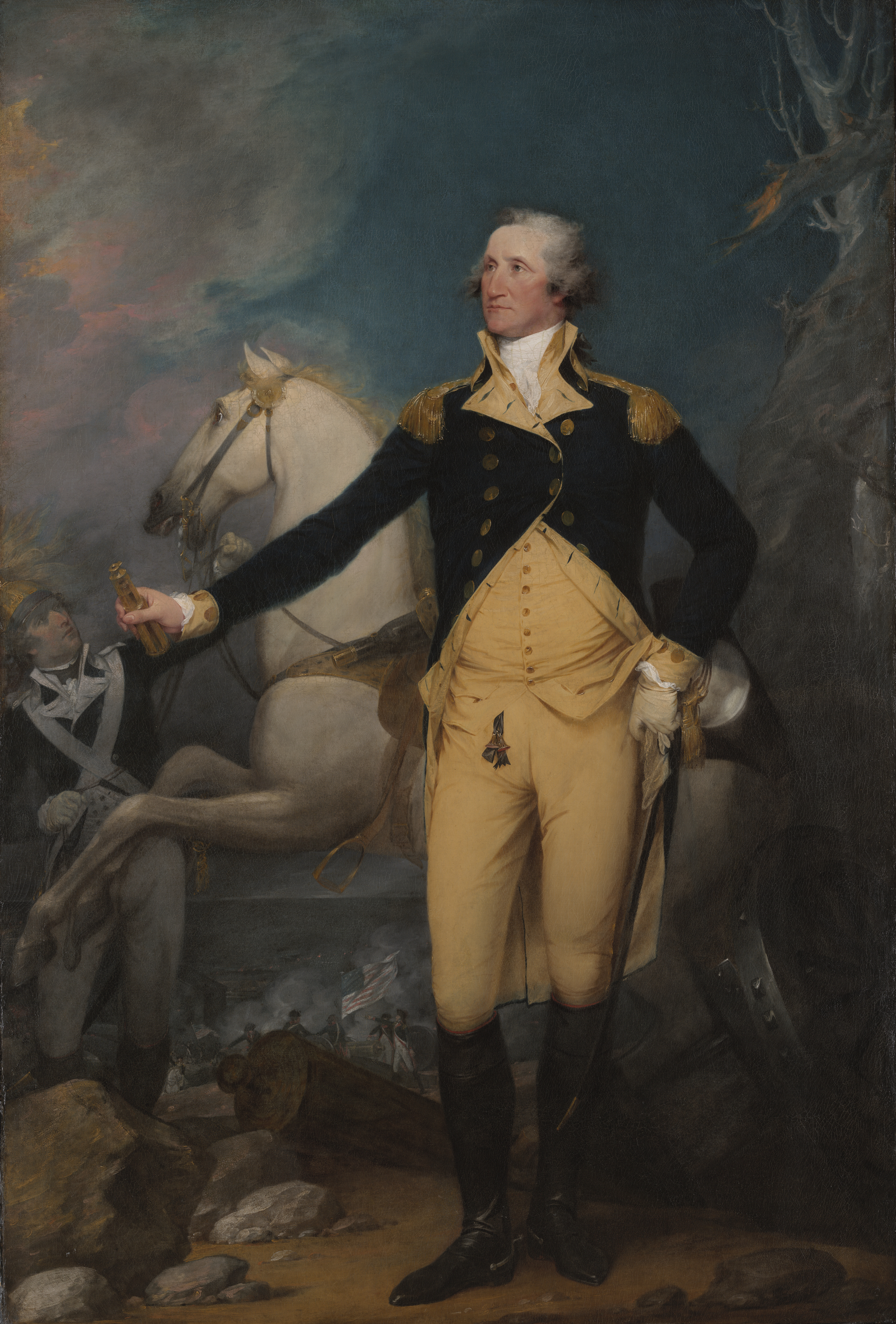
ژنرال جرج واشنگتن در ترنتون
۱۷۹۲ م.
نگارخانه هنر دانشگاه یل